# Grain Fort

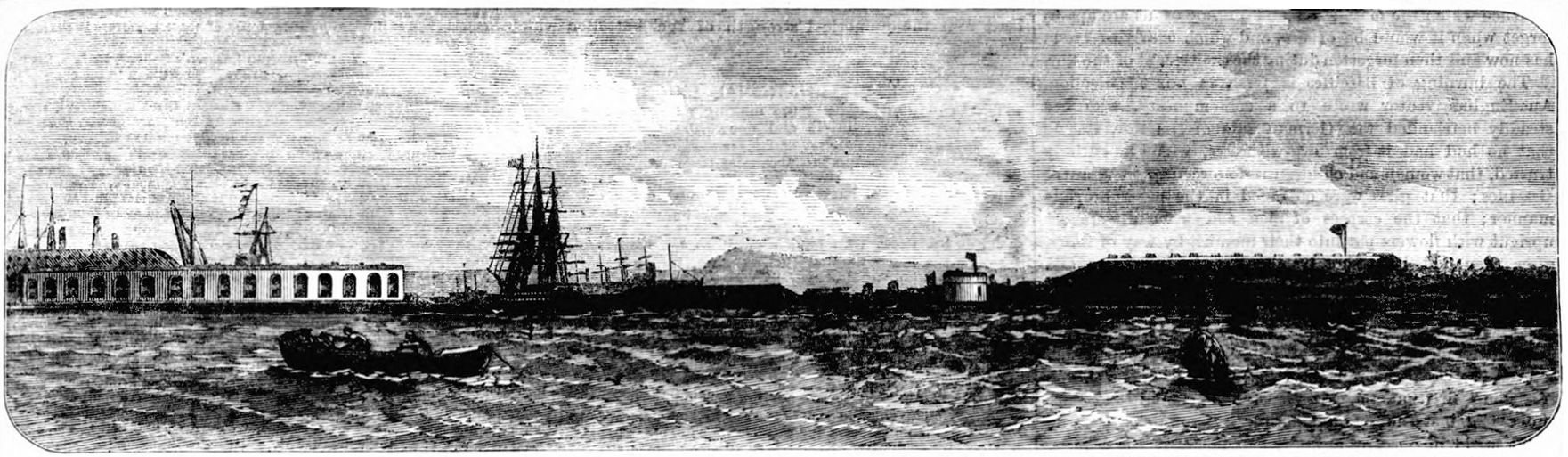
Blick auf die Festungen an der Mündung des River Medway 1870: (von links nach rechts) Garrison Point, Grain Tower, Grain Fort

Grain Fort ist die Ruine einer Artilleriefestung unmittelbar östlich des Dorfes Grain auf der Isle of Grain in der englischen Verwaltungsgrafschaft Medway. Das Fort wurde in den 1860er-Jahren, einer Zeit der Spannungen mit Frankreich, zum Schutz der Mündung des River Medway in das Ästuar der Themse errichtet. Die Lage der Festung ermöglichte es, mit ihren Kanonen den nahegelegenen Grain Tower und das Garrison Point Fort in Sheerness auf der anderen Seite des River Medway zu unterstützen. Mehrmals wurde Grain Fort umgebaut und seine Bewaffnung auf den jeweils neuesten Stand der Technik gebracht. 1956, als das Vereinigte Königreich sein Küstenverteidigungsprogramm aufgab, wurde es außer Dienst gestellt. Anschließend wurde es abgerissen. Die Überreste des Forts sind heute noch sichtbar und in einen Park an der Küste integriert.

## Strategische Zusammenhänge

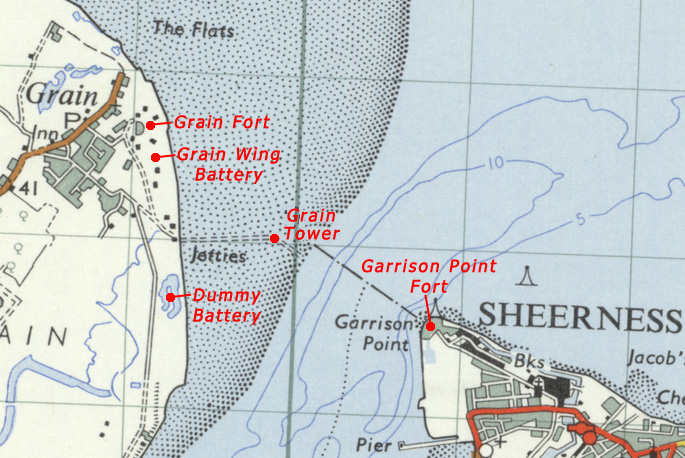
Karte der Festungen an der Einfahrt zum River Medway

Das Fort wurde als Antwort auf das Wettrüsten der Marinen von Großbritannien und Frankreich gebaut. Die britische Küstenverteidigung war seit der Zeit der Koalitionskriege nicht wesentlich verbessert worden, aber eine neue Generation von zielgenauen und starken Geschützen, die auf schnellfahrenden, gut manövrierbaren und eisengepanzerten Kriegsschiffen montiert waren, machte die existierenden Artillerieforts, die im 18. und 19. Jahrhundert entlang der britischen Küstenlinie errichtet worden waren, nutzlos. Die Themsemündung wurde als besonders verwundbar eingestuft. Sie war nicht nur eine der wichtigsten Handelsrouten des Landes, sondern an ihr lagen auch noch eine ganze Reihe von Einrichtungen der Marine von großer Bedeutung, z. B. die Ausrüstungshöfe von Deptford, die Waffenfabriken des Arsenals von Woolwich und die Magazine in Purfleet.
Die Antwort der Regierung auf die erhöhte Bedrohung war die Berufung der Royal Commission on the Defence of the United Kingdom, die 1860 einen weitgehenden Bericht veröffentlichte. Sie forderte, dass viele der existierenden Forts ausgebaut oder gänzlich neu gebaut und neue Forts zum Schutz der strategisch besonders wichtigen und verletzlichen Punkte entlang der Küste errichtet werden sollten. Insgesamt wurden daraufhin etwa 70 Forts und Batterien an der englischen Küste errichtet.
Es gab bereits eine Geschützbatterie vor der Isle of Grain, Grain Tower, etwa einen Kilometer vom späteren Standort des Grain Fort entfernt. Sie war im Stil eines Martello-Turmes in den Jahren 1848–1855 errichtet worden, aber die Einführung der schweren und genau schießenden Vorderlader mit gezogenen Läufen in den 1850er-Jahren machte sie gleich nach ihrer Fertigstellung unbrauchbar. Der Bericht der Kommission von 1860 forderte, dass der Grain Tower in ein vollständig mit Kasematten versehenes Fort umgebaut werden sollte, das um die bestehende Anlage herum errichtet werden sollte. Aber die Kosten hierfür wurden als zu hoch angesehen und der Vorschlag wurde als Teil eines Kosteneinsparungsinitiative zur Minderung der Investitionen in das Festungsbauprogramm fallen gelassen. Stattdessen wurde eine neue Landfestung in Grain errichtet und die existierende Geschützbatterie in Garrison Point auf der Isle of Sheppey modernisiert und befestigt, sodass Garrison Point Fort entstand.

## Bau und layout
Grain Fort wurde von 1861 bis 1868 in siebeneckiger Form erstellt. Anfangs hatte es 13 offene Geschützplattformen auf einem Erdwerk, unter dem die Magazine und Verbindungsgänge angelegt waren. Ein halbrunder Donjon in Ziegelbauweise in Nord-Süd-Ausrichtung stand in der Mitte des Forts. In ihm waren Unterkünfte für die Garnison untergebracht, und er war mit Verteidigungseinrichtungen, wie Schießscharten in der Frontfassade zur Ermöglichung von Musketenfeuer, ausgestattet. Ebenso hatte er hinten, wo der Haupteingang war, Zinnen, die den Verteidigern Schutz vor einem Angriff von hinten boten. Er besaß vier Kaponnieren, die die Ecken schützten und über Wege im Untergrund zugänglich waren. Ein innerer Graben um den Donjon war mit drei weiteren Kaponnieren sowie zwei Halbkaponnieren, gedeckt, die in die Erdwälle einerseits und zum Donjon andererseits führten. Den Donjon konnte man über eine Brücke, die ihn mit dem Terreplein verband, betreten.

## Geschichte des Einsatzes
Die anfängliche Bewaffnung von Grain Fort bestand aus 13 schweren Vorderladergeschützen mit gezogenen Läufen (sechs 11-Zöllern, vier 9-Zöllern und drei 64-Pfündern). Ende des 19. Jahrhunderts wurden diese durch vier deutlich stärkere Geschütze ersetzt: zwei 9,2-Zoll-Mark-X-Hinterlader und zwei 4,7-Zoll-Geschütze. Die ursprünglich 13 Geschützplattformen wurden 1895 auf 5 reduziert. Auch während des Zweiten Weltkrieges blieb das Fort in Benutzung und wurde weiteren Veränderungen unterzogen; seine beiden 6-Zoll-Geschütze für die Nahverteidigung wurden mit bombensicheren Einhausungen versehen. Ebenso wurden Feuerkontrollstände hinzugefügt und Spigot-Mörser an beiden Enden des Terreplein. 1956 wurde das Fort außer Dienst gestellt und fünf Jahre später an die örtliche Verwaltung verkauft. Diese ließ alle oberirdischen Gebäude abreißen.
Zur Unterstützung der Feuerkraft des Forts wurden später zwei zusätzliche Geschützbatterien in der Nähe installiert. Es handelte sich dabei um die Grain Wing Battery (erbaut in den Jahren 1890–1895) 50 Meter südlich von Grain Fort und die Dummy Battery (erbaut in den Jahren 1861–1868) etwa einen Kilometer südlich des Forts. Keine der beiden war lange im Einsatz, bevor die Waffen abgebaut und die Anlagen für andere Zwecke genutzt wurden. Beide Batterien wurden zusammen mit dem Grain Fort außer Dienst gestellt und verkauft.

## Heute
Heute kann man nur noch wenige oberirdische Überreste von Grain Fort sehen. Nicht nur der Donjon wurde abgerissen, sondern auch die Stellen, an denen die oberirdischen Gebäude einst standen, mit Geröll und Abfall aufgefüllt. Die Erdwerke der Festung und eine Ziegelschanze sind heute noch erhalten und ein Fußweg verbindet die Betonschürzen der verfüllten Geschützplattformen miteinander. Die vorderen Kaponnieren sind mit Erde bedeckt, aber größtenteils noch vollständig erhalten. Magazine und Tunnel in den Kellern existieren noch und wurden von Stadterkundern erforscht. Viele Einbauten sollen noch bis heute erhalten sein. Das Gelände des Forts gehört heute zum Isle of Grain Coastal Park, der von den Friends of the Coastal Park zusammen mit den Besitzern, dem St James Parish Council, verwaltet wird. Das Fort ist Teil eines Scheduled Monument, das 1976 ausgewiesen wurde, um „die Verteidigungsanlagen der Küstenartillerie auf der Isle of Grain, direkt östlich und südöstlich des Dorfes Grain“ zu schützen.